# Branice

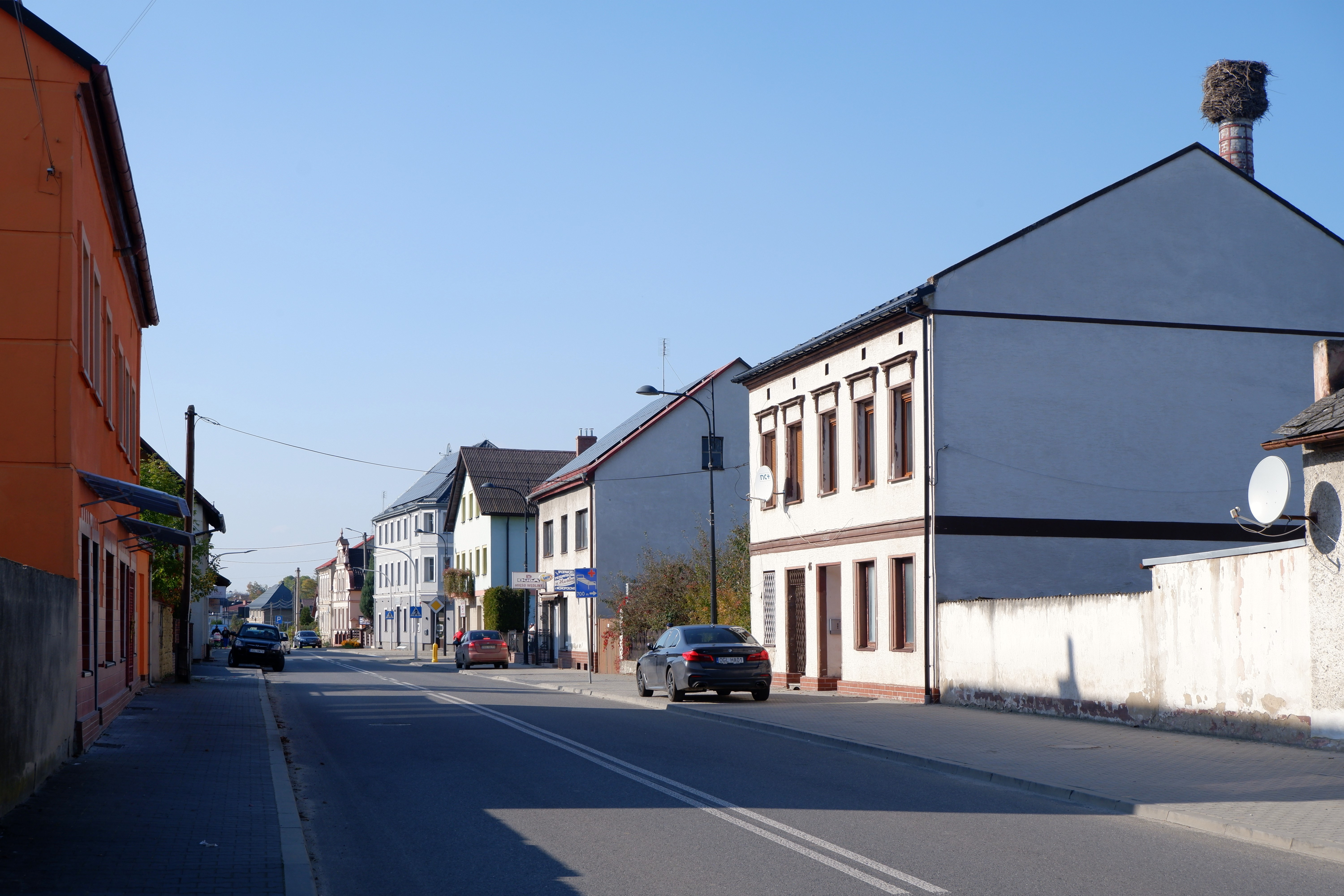
Hauptstraße

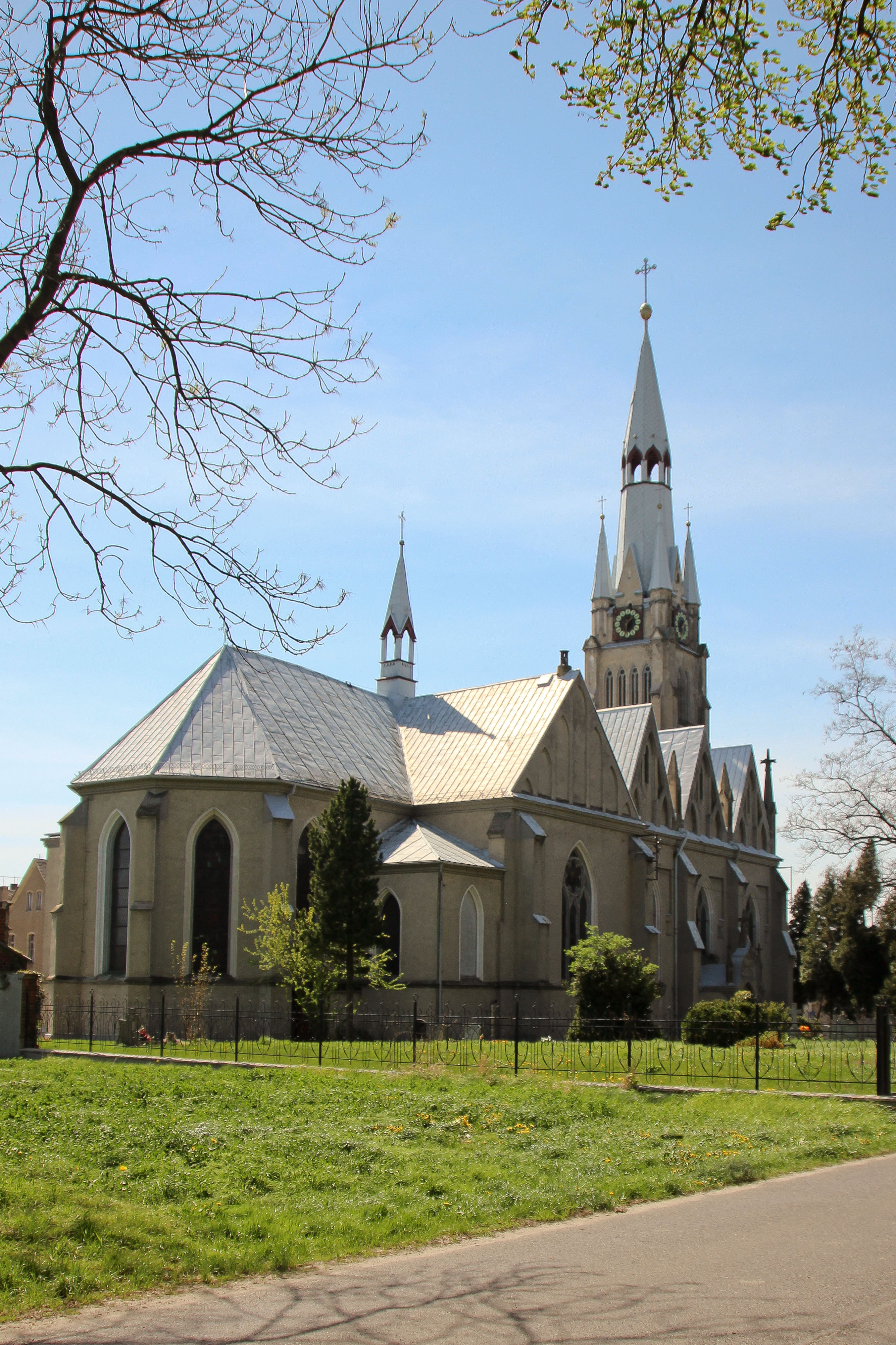
Mariä-Himmelfahrt-Kirche

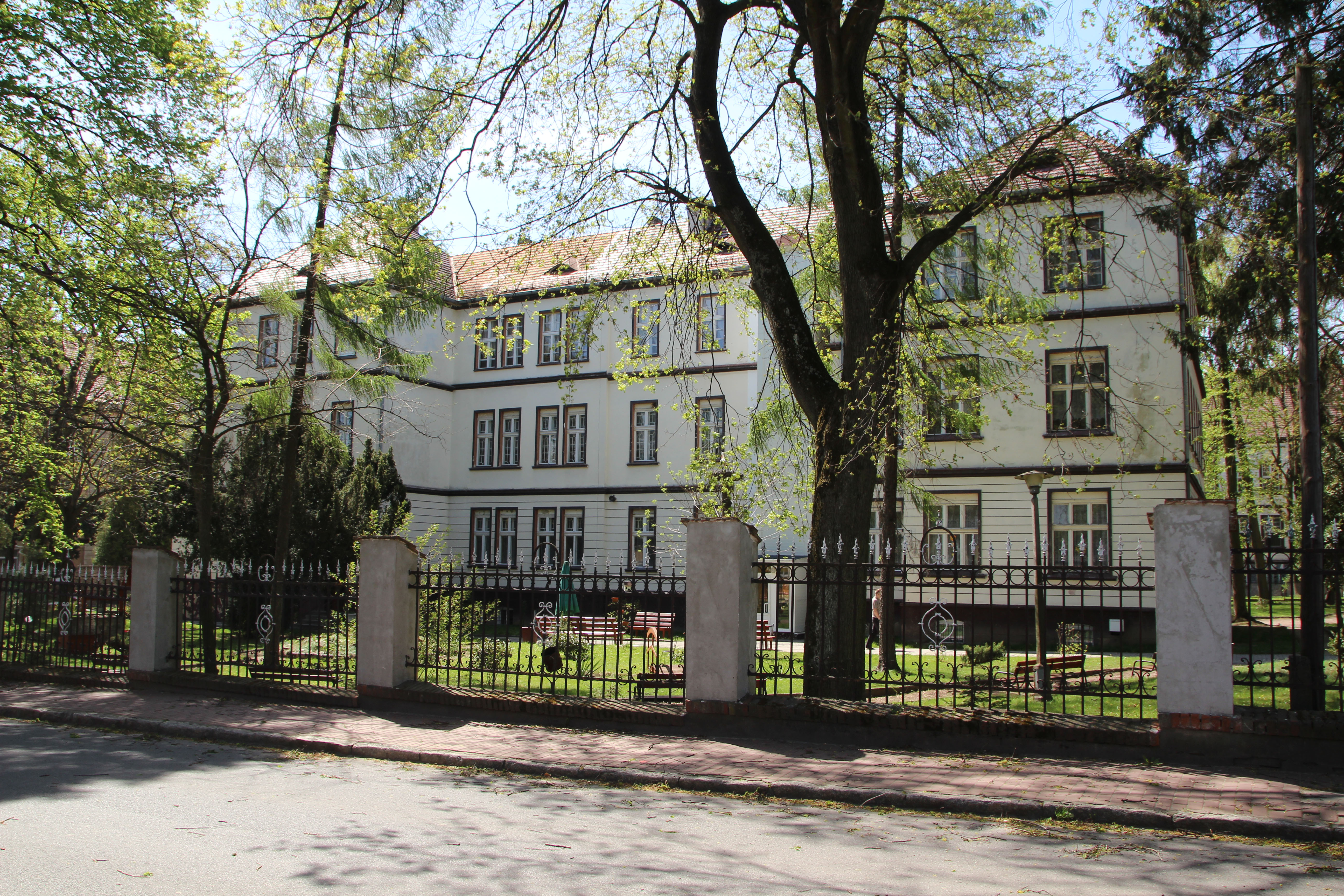
Gebäude der Branitzer Heil- und Pflegeanstalt

Branice (deutsch Branitz, tschechisch Bránice) ist ein Ort in der Landgemeinde Branice im Powiat Głubczycki der Woiwodschaft Opole in Polen. Zwischen Branice und dem drei Kilometer entfernten tschechischen Úvalno (Lobenstein) wurde 1996 der kleine Grenzverkehr über die Oppa aufgenommen.

## Geographie
Das Angerdorf Branice liegt 20 Kilometer südwestlich der Kreisstadt Głubczyce (Leobschütz) sowie 85 Kilometer südwestlich der Woiwodschaftshauptstadt Opole (Oppeln) unmittelbar an der Grenze zu Tschechien. Der Ort liegt in der Nizina Śląska (Schlesische Tiefebene) am südöstlichen Ausläufer des Zuckmanteler Berglandes (Góry Opawskie). Zwischen Branice und Boboluszki befindet sich der Blechberg polnisch Plechowa Góra, der höchste Gipfel des Leobschützer Lösshügellandes.
Nachbarorte sind Michałkowice (Michelsdorf) im Norden, Wódka (Hochkretscham) im Nordosten, Nasiedle und Niekazanice (Osterwitz, 1936–45: Osterdorf) im Osten, Wysoka (Waissak, 1936–45: Lindau) im Südosten, Boboluszki (Boblowitz, 1936–45: Hedwigsgrund) im Süden und Bliszczyce (Bleischwitz) im Nordwesten. Jenseits der Grenze zu Tschechien liegen Úvalno im Westen und Brumovice (Braunsdorf) im Südwesten.

## Geschichte
Branitz, dessen Ortsbezeichnung sich vom slawischen Wort „Brána“ (Tor/Pforte) ableitet, wurde Mitte des 13. Jahrhunderts durch den Olmützer Bischof Bruno von Schauenburg im Zuge der planmäßig durchgeführten Besiedlung Nordmährens gegründet und mit Deutschen besiedelt. Der Ort gehörte zum přemyslidischen Herzogtum Troppau, das 1269 für Herzog Nikolaus I., einen unehelichen Sohn des böhmischen Königs Ottokar II. Přemysl, errichtet worden war. 1289 war es als Lehen im Besitz des Benesch von Branitz und Lobenstein, der für die Jahre 1278–1293 belegt ist und dem  Adelsgeschlecht Beneschau entstammte. In diesem Jahr schenkte er das Kirchenpatronat über die Branitzer Pfarrkirche dem Prämonstratenserstift Hradisch bei Olmütz. Obwohl nach dem Tod des Herzogs Nikolaus II. das Herzogtum Troppau 1365 geteilt wurde, verblieb Branitz bei Troppau. Während der Reformation war die Bevölkerung von Branitz von etwa 1540–1650 evangelisch. Danach war es nach Neplachowitz (Neplachovice) gepfarrt, und 1780 wurde es wiederum eine selbständige römisch-katholische Pfarrei.
Nach dem Ersten Schlesischen Krieg fiel Branitz wie fast ganz Schlesien 1742 an Preußen. Kirchlich gehörte es weiterhin zum Bistum Olmütz, wobei der an Preußen gefallene Teil des Bistums vom 1742 gegründeten Bischöflichen Kommissariat Katscher (ab 1924 Generalvikariat Branitz) verwaltet wurde. 1750 wurde im Ort eine evangelische Schule eröffnet. 
Mit der Neugliederung Preußens gehörte Branitz ab 1815 zur Provinz Schlesien und war ab 1818 dem Landkreis Leobschütz eingegliedert, mit dem es bis 1945 verbunden blieb. 1839 wurde ein neues Schulgebäude errichtet. 1845 bestanden im Dorf ein Schloss, ein Vorwerk, eine evangelische und eine katholische Schule, eine Brennerei, eine Brauerei, eine Wassermühle und 277 Häuser. Im gleichen Jahr lebten in Branitz 1617 Menschen, davon 146 evangelisch und sechs jüdisch. 1847 zerstörte ein Feuer weite Teile von Branitz. Lediglich sieben Gebäude sowie die Kirche und die Schule blieben erhalten. 1861 zählte Branitz 36 Bauern, 50 Gärtner- und 141 Häuslerstellen. 1874 wurde der Amtsbezirk Branitz gegründet, zu dem die Landgemeinden Bleischwitz, Branitz und Michelsdorf sowie die Gutsbezirke Branitz und Michelsdorf gehörten. Erster Amtsvorsteher war der Branitzer Rittergutsbesitzer Kotulla.
Bekannt wurde Branitz durch die Branitzer Heil- und Pflegeanstalten, die ab 1897 durch den Branitzer Pfarrer und späteren Olmützer Weihbischof Joseph Martin Nathan errichtet wurden. Die Anlage auf einem etwa 10 Hektar großen Gelände wurde parkartig im Pavillonstil angelegt. Neben den Kranken- und Pflegeeinrichtungen befanden sich auf dem Gelände handwerkliche und landwirtschaftliche Werkstätten und -betriebe sowie Betriebswohnungen. Die Anzahl der betreuten Kranken und Hilfsbedürftigen betrug zeitweise bis zu 2.000 Personen. 1930–1933 entstand auf dem Gelände die Anstaltskirche. Zur Anstalt gehörte als Außenstelle ein landwirtschaftliches Gut im nahegelegenen Krug, auf dem eine größere Anzahl von Patienten betreut wurde.
Nachdem Pfarrer Joseph Martin Nathan 1916 zum Bischöflichen Kommissar für den in Oberschlesien liegenden preußischen Anteil des Erzbistums Olmütz ernannt worden war, leitete er das Kommissariat von Branitz aus. 1939 bestand Branitz aus 4.590 Einwohnern. Während der letzten Kriegswochen kam es im Frühjahr 1945 in Branitz zu Kämpfen, bei denen auch Teile der Heil- und Pflegeanstalt bei einem Fliegerangriff zerstört wurden.
Als Folge des Zweiten Weltkriegs fiel Branitz 1945 wie der größte Teil Schlesiens an Polen und wurde in Branice umbenannt. Die deutsche Bevölkerung wurde – soweit sie nicht vorher geflohen war – weitgehend vertrieben. Die neue angesiedelten Bewohner waren zum Teil Heimatvertriebene aus dem ehemaligen Ostpolen, das an die Sowjetunion gefallen war. 
Zusammen mit dem Generalvikariat Branitz (Bischöfliches Kommissariat Katscher) gliederte Papst Paul VI. 1972 Branice in das Bistum Opole um.

## Sehenswürdigkeiten

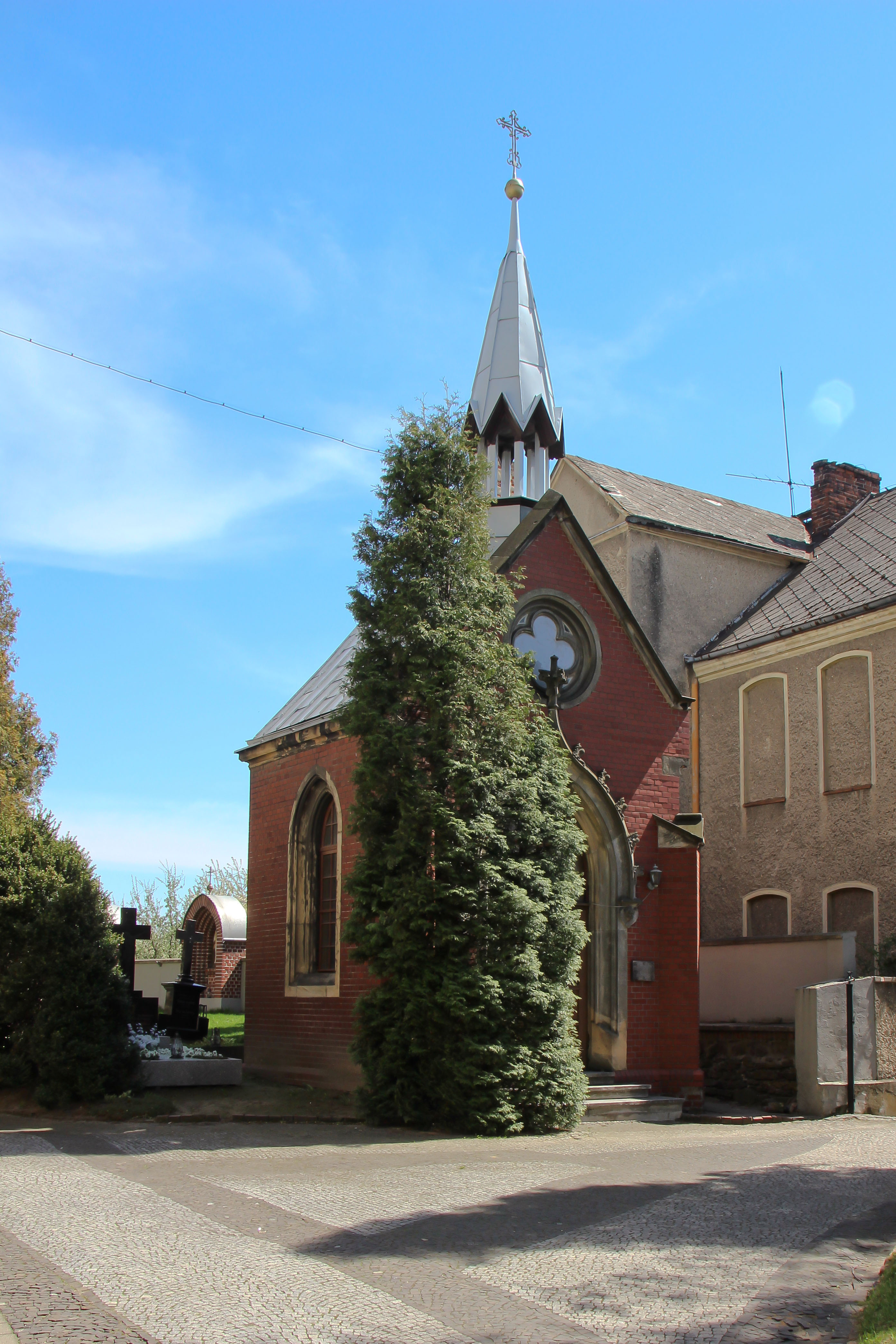
Neugotische Wegekapelle

- Die römisch-katholische Mariä-Himmelfahrt-Kirche (Kościół Wniebowzięcia Najświętszej Marii Panny) bestand bereits im 13. Jahrhundert. Der heutige Bau wurde 1888 errichtet, nachdem der Vorgängerbau durch einen Brand zerstört worden war. 1914 wurde die Kirche erweitert. Der Kirchenbau steht seit 1948 unter Denkmalschutz.[8]
- Die Gebäude der Branitzer Heil- und Pflegeanstalten entstanden zwischen 1901 und 1915, darunter das Krankenhaus und die Fürsorgeanstalt. Das gesamte Areal steht seit 2006 unter Denkmalschutz.[8]
- Die römisch-katholische Kirche mit dem Patrozinium Heilige Familie (Kościół szpitalny pw. Świętej Rodziny) entstand zwischen 1929 und 1933. Das Mosaik im Chor wurde 1933 vom Bildhauer Notker Becker geschaffen. Es zeigt die Heilige Familie, die Dreifaltigkeit, die Passion Jesu und die Verkündigung des Herrn. Der Entwurf der reich dekorierten Kapellen- und Atriumgitter stammt vom Schweizer Künstler Gebhard Utinger.[9] Die Kirche steht seit 2006 unter Denkmalschutz.[8]
- Denkmal für die Gefallenen des Ersten Weltkriegs
- Friedhof mit Kapelle und erhaltenen deutschen Grabmälern
- Neugotische Wegkapelle
- mehrere Wegkreuze

## Vereine
- Freiwillige Feuerwehr OSP Branice
- Fußballverein KS Orzeł Branice

## Persönlichkeiten
- Johannes Maria Assmann (1833–1903), Bischof, geboren in Branitz
- Joseph Martin Nathan (1867–1947), Erbauer der Branitzer Heil- und Pflegeanstalten
- Josef Snaga (1871–1946), Kapellmeister und Komponist, geboren in Branitz

## Gemeinde
Die Landgemeinde Branice setzt sich 19 Dörfern zusammen.

### Partnergemeinde
- Úvalno, Tschechien